# The Big Wheel (album)
The Big Wheel er det syvende studiealbum fra den skotske keltiske rockband Runrig. Det blev udgivet i 1991.

## Spor
Alle sange er skrevet af Calum Macdonald og Rory Macdonald. 
1. "Headlights" - 5:09[1]
2. "Healer in Your Heart" - 5:34[1]
3. "Abhainn an t-Sluaigh" (The Crowded River) - 5:17[1]
4. "Always the Winner" - 5:41[1]
5. "This Beautiful Pain" - 4:15[1]
6. "An Cuibhle Mòr" (The Big Wheel) - 6:07[1]
7. "Edge of the World" - 5:00[1]
8. "Hearthammer" - 4:27[1]
9. "I'll Keep Coming Home" - 2:33[1]
10. "Flower of the West" - 6:36[1]

## Personel
- Iain Bayne: trommer, percussion
- Malcolm Jones: guitar, banjo, harmonika
- Calum Macdonald: percussion
- Rory Macdonald: vokal, basguitar
- Donnie Munro: Forsanger
- Peter Wishart: keyboard